# Launceston Challenger
Il Launceston Challenger è stato un torneo professionistico di tennis giocato su campi in sintetico indoor. Faceva parte dell'ATP Challenger Series. Si giocava annualmente a Launceston in Australia.

## Albo d'oro

### Singolare
| Anno | Campione         | Finalista      | Punteggio     |
| ---- | ---------------- | -------------- | ------------- |
| 1992 | Richard Fromberg | David Nainkin  | 6–1, 6–3      |
| 1993 | Brent Larkham    | Nicklas Utgren | 6–3, 4–6, 7–6 |

### Doppio
| Anno | Campioni                        | Finalisti                     | Punteggio |
| ---- | ------------------------------- | ----------------------------- | --------- |
| 1992 | Richard Fromberg Patrick Rafter | Nick Brown Andrew Foster      | 7–5, 7–6  |
| 1993 | Joshua Eagle Andrew Florent     | Sandon Stolle Michael Tebbutt | 6–4, 6–0  |